# Aircel Chennai Open 2015
Aircel Chennai Open 2015 byl tenisový turnaj mužů na profesionálním okruhu ATP World Tour, hraný v areálu SDAT Tennis Stadium na otevřených dvorcích s tvrdým povrchem. Konal se na úvod sezóny mezi 5. až 11. lednem 2015 v indickém městě Čennaí jako jubilejní dvacátý ročník turnaje.
Událost se řadila do kategorie ATP World Tour 250. Celkový rozpočet činil 458 400 dolarů. Nejvýše nasazeným hráčem ve dvouhře, a současně obhájcem titulu, se stal čtvrtý tenista světa Stan Wawrinka ze Švýcarska, který turnaj opět vyhrál. Deblovou soutěž opanoval tchajwansko-britský pár Lu Jan-sun a Jonathan Marray.

## Rozdělení bodů a finančních odměn

### Rozdělení bodů
| Soutěž       | vítězové | finalisté | semifinalisté | čtvrtfinalisté | 16 v kole | 32 v kole | Q  | Q3 | Q2 | Q1 |
| ------------ | -------- | --------- | ------------- | -------------- | --------- | --------- | -- | -- | -- | -- |
| dvouhra mužů | 250      | 150       | 90            | 45             | 20        | 0         | 12 | 6  | 0  | 0  |
| čtyřhra mužů | 250      | 150       | 90            | 45             | 0         |           |    |    |    |    |

### Finanční odměny
| dvouhra mužů                        | $73 400 | $38 650 | $20 940 | $11 930 | $7 030 | $4 165 |
| čtyřhra mužů                        | $22 300 | $11 720 | $6 350  | $3 630  | $2 130 |        |
| částka ve čtyřhře je uvedena na pár |         |         |         |         |        |        |

## Dvouhra mužů

### Nasazení
| Stát                             | Hráč                   | ATP | Nasazení |
| -------------------------------- | ---------------------- | --- | -------- |
| Švýcarsko                        | Stan Wawrinka          | 4.  | 1.       |
| Španělsko                        | Feliciano López        | 14. | 2.       |
| Španělsko                        | Roberto Bautista Agut  | 15. | 3.       |
| Belgie                           | David Goffin           | 22. | 4.       |
| Španělsko                        | Guillermo García-López | 36. | 5.       |
| Čínská Tchaj-pej                 | Lu Jan-sun             | 38. | 6.       |
| Španělsko                        | Marcel Granollers      | 46. | 7.       |
| Lucembursko                      | Gilles Müller          | 47. | 8.       |
| Žebříček ATP k 29. prosinci 2014 |                        |     |          |

### Jiné formy účasti
Následující hráčí obdrželi divokou kartu do hlavní soutěže:
- Somdev Devvarman
- Ramkumar Ramanathan
- Elias Ymer

Následující hráči postoupili z kvalifikace:
- Aljaž Bedene
- Jevgenij Donskoj
- Vidžaj Sundar Prašanth
- Luca Vanni

### Skrečování
- Marcel Granollers (poranění kolena)

## Mužská čtyřhra

### Nasazení
| Stát                                                                                       | Hráč            | Stát        | Hráč            | ATP  | Nasazení |
| ------------------------------------------------------------------------------------------ | --------------- | ----------- | --------------- | ---- | -------- |
| Jižní Afrika                                                                               | Raven Klaasen   | Indie       | Leander Paes    | 49.  | 1.       |
| Německo                                                                                    | Andre Begemann  | Nizozemsko  | Robin Haase     | 86.  | 2.       |
| Švédsko                                                                                    | Johan Brunström | USA         | Nicholas Monroe | 120. | 3.       |
| Rakousko                                                                                   | Oliver Marach   | Nový Zéland | Michael Venus   | 129. | 4.       |
| Žebříček ATP k 29. prosinci 2014; číslo je součtem žebříčkového postavení obou členů páru. |                 |             |                 |      |          |

### Jiné formy účasti
Následující dvojice obdrželi divokou kartu do hlavní soutěže:
- Sriram Baladži /  Džívan Nedunčežijan
- Mahesh Bhupathi /  Saketh Myneni

## Přehled finále

### Mužská dvouhra
- Stan Wawrinka vs.  Aljaž Bedene, 6–3, 6–4

### Mužská čtyřhra
- Lu Jan-sun /  Jonathan Marray vs.  Raven Klaasen /  Leander Paes, 6–3, 7-6(7–4)